# 多高贝
多高贝是中国侗族的一项传统的体育活动。“多高贝”汉语意为“打柴头”，当地汉族称之为“抡撂捧”。
相传很久以前，一个寨子里的一位年轻漂亮的姑娘，自愿与一个在他家当长工的穷汉结为夫妻，触犯了“姑娘必还舅家”这一千年侗规，遭到父母的责难，被赶出寨子。后来，夫妻俩拾到一个河蚌，这个宝贝使他们粮满囤，谷满仓。后来，这个河蚌被贪心的岳母蒸死了，穷小伙子气得将灶里未烷尽的柴火头一齐抱了出来，全都甩到河里。以后，人们每当秋收都要用柴火头互相隔河掷投，逐渐形成了“多高贝”这一习俗。
多高贝在每年农历九月进行，每晚或隔一晚进行一次，为时一个月。那时，人们怀着丰收的喜悦，在河边烧起簧火多高贝，要把那毁掉了丰收的柴火头甩尽抛光，以求来年丰盛吉祥，让“丰收宝贝”常驻侗乡。
多高贝有非常严格的戒律，如所烧的柴火必须是干茶油树（在修整茶油山时伐出来的多余的油树）。这种柴，火焰明亮而不易熄灭，掷投时对方便于闪让；投掷时只准投燃着的柴头，不准投黑柴头，以利安全。